# Şenol Can
Şenol Can (Kărdžali, 3 aprile 1983) è un allenatore di calcio ed ex calciatore bulgaro di origini turche, di ruolo difensore.